# Raimundo Sodré
Raimundo Sodré (Ipirá, 23 de julho de 1947) é um cantor e compositor brasileiro, considerado um dos músicos mais importantes da Bahia. Ficou conhecido nacionalmente após conquistar o terceiro lugar no Festival da Nova MPB 80, ao interpretar a música "A Massa", composta em parceria com Jorge Portugal. Seu primeiro álbum, "A Massa", de 1980, vendeu mais de cem mil cópias, o que lhe rendeu um disco de ouro.

## Discografia

### Albuns
- (1980) A Massa
- (1981) Coisa de Nego
- (1983) Beijo Moreno
- (1994) Real
- (2003) Dengo
- (2015) Dengo
- (2016) Girassóis de Van Gogh[12]